# Liste des monuments historiques protégés en 1857
Cet article recense les monuments historiques français classés en 1857.

## Protections
| Édifice           | Commune      | Département | Région   | Protection | Base Mérimée                         | Coordonnées                        | Image |
| ----------------- | ------------ | ----------- | -------- | ---------- | ------------------------------------ | ---------------------------------- | ----- |
| Église Notre-Dame | Kernascléden | Morbihan    | Bretagne | classé     | « PA00091325 », notice no PA00091325 | 48° 00′ 28″ nord, 3° 19′ 45″ ouest |       |